# 2021年俾路支斯坦地震
2021年俾路支斯坦地震是指2021年10月7日凌晨发生于巴基斯坦俾路支斯坦的强烈地震。该次地震震中位于赫尔奈北东北约15千米处（北纬30.220度，东经68.014度），震级为Mwb 5.9级，震源深度约为9.0千米，最大烈度为7（VII）度。
这次地震是俾路支斯坦自2013年以来规模最大的地震，共造成27人死亡和约300人受伤。

## 发震背景
巴基斯坦位于印度板块和欧亚板块交界处附近，直接受到这两个版块之间斜向汇聚的影响。这两个板块在喜马拉雅主逆冲断层发生大陆碰撞，从而在兴都库什和喜马拉雅地区形成了更多的逆冲断层。然而，分布在俾路支斯坦地区的断层主要为左旋走滑断层，但同时也具有褶皱冲断带的构造。
在此次地震发生之前，喜马拉雅主逆冲断层附近曾发生过致使至少8万人丧生的2005年克什米尔大地震（MW 7.6）。而在俾路支斯坦境内，最近的一次大地震是发生在2013年的地震（MW 7.7），致使超过800人死亡。而此次地震震中所处的赫尔奈附近发生的最近一次大地震，则是1997年俾路支地震（MW 7.1），致使超过60人死亡。

## 数据观测
根据美国地质调查局测定，该次地震震中位于赫尔奈北东北约15千米处（北纬30.220度，东经68.014度），震级为Mwb 5.9级，震源深度约为9.0千米，最大烈度为7（VII）度。此外，该机构还利用其他震级度量对地震的规模进行了测定，结果为mb 5.8级和Ms 6.1级。
德国地球科学中心GEOFON台网中心测得的震级与美国相同，为MW 5.9级。此外，该机构还测定该次地震震中位于北纬30.13度，东经68.04度，震源深度约为10千米。此外，欧洲地中海地震中心测得的震级和震源深度均与德国相同。而中国地震台网测得的震级在数值上略小一些，为Ms 5.8级。

## 震害情况

### 震感

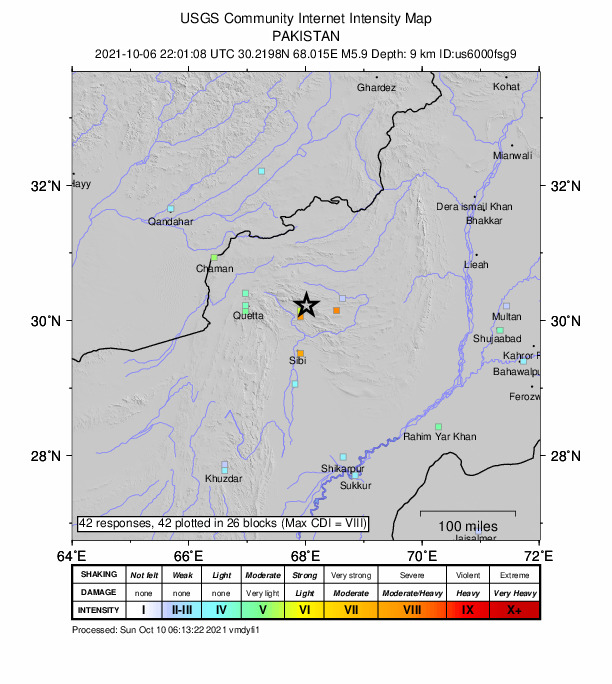
美国地质调查局根据在线互联网震感调查页面收集到的震感报告制作的烈度分布图

美国地质调查局根据在线互联网震感调查页面收集到的30余份震感报告，推测该次地震的最大烈度可能达到了8（VIII）度。与通过震源参数计算得出的最大烈度相比，通过震感调查推测出的最大烈度更大。
由于地震发生于当地时间凌晨，因此很多居民当时仍处于睡眠状态。根据开伯尔-普什图省灾害管理局的统计，震中地区至少有100间房屋毁坏。这些受损的房屋主要是由泥土和石头制成的，因此更容易倒塌或遭受严重破坏。而大多数死者都是因屋顶或墙壁倒塌而遇难的。此外，俾路支斯坦首府奎达也有受灾情况的报告。

### 伤亡
美国地质调查局通过震源参数、震区建筑物构造等信息，认为当地即便存在一些抗震结构，位于震区的人口普遍居住在极易受地震影响的结构中，因此推测出该次地震导致1至10人死亡的可能性最大（35%）。然而，该次地震造成的实际伤亡人数远比该机构预估的要多。共有27人因此次地震死亡，其中大部分为妇女和儿童。 此外，约有300人受伤，导致俾路支斯坦的许多医院挤满了伤者。大部分受伤的男性和老人被转运至当地首府奎达接受治疗。
在地震发生当日下午，灾区当地为遇难者举行了葬礼。赫尔奈的地区医院救治了许多严重受伤的儿童，并接受了15具尸体。不过，由于患者人数较多，许多患者在医院大楼外接受了治疗。此外，当地一座煤矿坍塌，有4名矿工在工作时死亡。此外，俾路支斯坦省内数十名矿工失踪。
10日发生的一次4.5级余震致使6人受伤。这些受伤人员被送往当地医院接受治疗。

### 次生灾害
美国地质调查局认为，该次地震会在震区引发如山体滑坡之类的次生灾害，造成更多损失。根据欧洲空间局哨兵2号卫星的观测结果，该次地震至少在116个地点引发了山体滑坡。